# Martensikara quadrituberculata
Espèce
Martensikara quadrituberculata est une espèce d'araignées aranéomorphes de la famille des Sparassidae.

## Distribution
Cette espèce est endémique de la région Anôsy à Madagascar,. Elle se rencontre dans le parc national d'Andohahela.

## Description
La femelle holotype mesure 6,8 mm.

## Systématique et taxinomie
Cette espèce a été décrite par Hu, Chen et Liu en 2025.

## Publication originale
- Hu, Chen & Liu, 2025 : « New species of the monotypic genera Martensikara and Micropoda (Araneae: Sparassidae: Heteropodinae). » Acta Arachnologica Sinica, vol. 34, no 1, p. 7-13.